# Verbond van Protestants-Christelijke Werkgevers
Het Verbond van Protestants-Christelijke Werkgevers (VPCW) werd in 1918 opgericht als werkgeversvereniging. Het primaire doel van deze organisatie was het behartigen van de materiële belangen van werkgevers van grote bedrijven. Tussen 1918 en 1937 heette de organisatie de Vereniging van Christelijke Werkgevers en Groothandelaren. In 1970 ging deze organisatie samen met het Nederlands Katholiek Werkgeversverbond op in het Nederlands Christelijk Werkgeversverbond.